# Roger Coppens
Roger Coppens (Sint-Katherina-Lombeek, 5 februari 1938) is een Belgisch voormalig wielrenner. 
Zijn grootste overwinning was het nationaal kampioenschap op de weg voor militairen in 1958.
Wielerploegen van Roger Coppens
Bar ·
Borgmans ·
Collette ·
Coppens ·
Cornelis ·
Goossens ·
Janssens ·
Joosen ·
Lelangue · 
Maes ·
Mortiers ·
Paulissen ·
Seneca ·
Severeyns ·
Simon ·
Van Buggenhout · 
Van Gompel ·
Van Huyck ·
Van Steenbergen ·
Vanderveken ·
Wouters
Buysse ·
Collette ·
Coppens ·
Covens ·
De Breucker ·
Demaer ·
Demunster ·
Goossens ·
Janssens ·
Joosen ·
Lelangue · 
Maes ·
Scherens ·
Schreel ·
Scrayen ·
Seneca ·
Severeyns ·
Van D'Huynslager ·
Van De Kerckhove · 
Van Gompel ·
Van Huyck ·
Van Poucke ·
Van Steenbergen ·
Vanderveken ·
Wouters
Andries ·
Bocklant ·
Boonen ·
Borra ·
Boucquet ·
Brands ·
Colmenarejo ·
E. Coppens ·
R. Coppens ·
Couchez ·
Covent ·
De Pré ·
Dekkers ·
D. Delameilleure ·
G. Delameilleure ·
De Loof ·
A. Desmet ·
W. Desmet ·
Foré ·
G. García ·
H. García ·
Gómez del Moral ·
Gonzales ·
Henckaerts ·
Heuvelmans ·
Jiménez ·
Jongen ·
Lauwers ·
Lenaers ·
Mangeas ·
Mayoral ·
Mendiburu ·
Nijdam ·
Oellibrandt ·
Ongenae ·
Peelen ·
Planckaert ·
Quesada ·
Roman ·
Rosa ·
Samyn ·
Sánchez ·
Segu ·
Sels ·
Sivilotti ·
Soler ·
Stevens ·
Suárez ·
Suñé ·
Tortellá ·
Tous ·
Van den Broeck ·
Van Der Vloet · 
Van Holsbeke · 
Van Tongerloo ·
Vandecaveye · 
Vandenberghe ·
Vanhoutte